# Cyclostremiscus diminutus
Cyclostremiscus diminutus is een slakkensoort uit de familie van de Tornidae. De wetenschappelijke naam van de soort is voor het eerst geldig gepubliceerd in 2011 door Rubio, Rolán & Pelorce.